# Encovany (zámek)
Encovany jsou zámek ve stejnojmenné vesnici u Polep v okrese Litoměřice. Vznikl přestavbou gotické tvrze v šestnáctém století. Po roce 1673 proběhla částečná barokní přestavba a další drobné úpravy probíhaly v osmnáctém a devatenáctém století. Zámek je chráněn jako kulturní památka.

## Historie

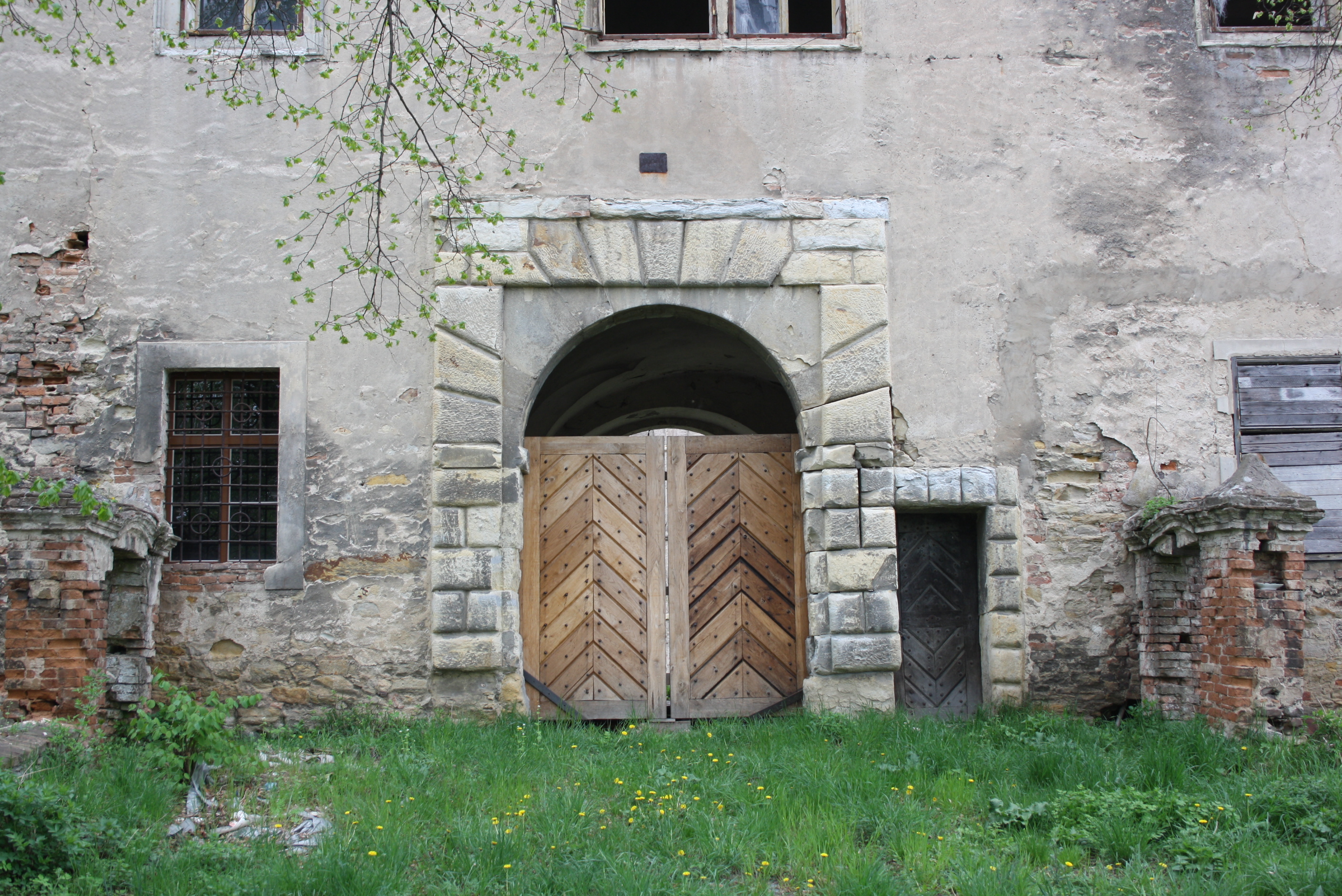
Vstupní portál

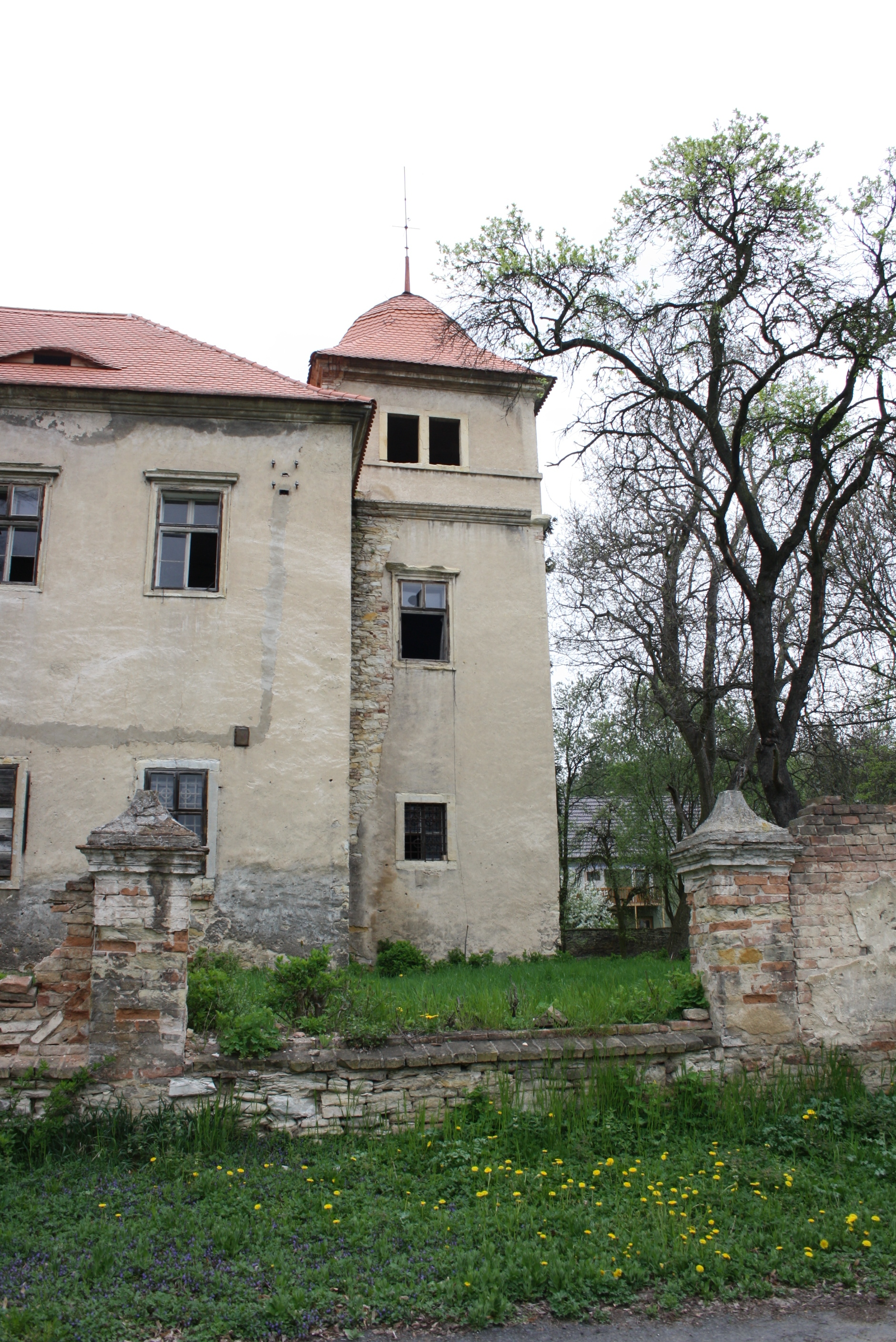
Věž

Encovany od roku 1335 patřily chotěšovskému klášteru, který byl jejich majitelem až do roku 1563, ale po většinu doby se nacházely v zástavním držení různých šlechticů. Gotická tvrz zde vznikla snad již roku 1335 nebo až na přelomu čtrnáctého a patnáctého století. První písemná zmínka o ní pochází až z roku 1508.
V Encovanech vzniklo po roce 1511 letní sídlo chotěšovských premonstrátek. V postě roku 1533 strahovský opat Jan při vizitaci zjistil takový pokles kázně, že po marných pokusech zavést opět disciplínu požádal tepelský opat, bezprostřední nadřízený chotěšovského konventu, přímo krále o zakročení. Po ukončení vyšetřování nařídil král Ferdinand I. Encovany roku 1543 zastavit a roku 1563 prodat. Tak zanikl majetek chotěšovského kláštera na území litoměřické diecéze.
Zástavním majitelem se od roku 1543 stal místokancléř Českého království Osvald Zejdlic ze Šenfeldu, který o dvacet let později klášteru vyplatil 8750 kop grošů, a vytvořil tak samostatné panství. Osvald zemřel roku 1589 a o několik týdnů později ho následovala jeho manželka Lukrecie z Wittennu. Manželé byli pohřbeni v hrušovanském kostele Narození Panny Marie a správy panství se ujal jediný syn Rudolf Zejdlic ze Šenfeldu.
Noví majitelé na místě staré tvrze zahájili stavbu renesančního zámku, která proběhla v letech 1563–1602, nebo již v první polovině šestnáctého století. Rudolf zemřel v roce 1602 a panství získal sňatkem s vdovou Ludmilou, rozenou Vratislavovou z Mitrovic, zemský sudí Ladislav Zejdlic ze Šenfeldu. Během českého stavovského povstání se přidal na stranu českých stavů, za což neušel císařskému trestu. Jeho majetek byl po bitvě na Bílé hoře v roce 1623 zkonfiskován. Krátce ho ovládl v roce 1631 při saském vpádu do Čech, ale později musel odejít do Pirny, kde roku 1632 zemřel. Zámek byl poté, co jej kněžna Polyxena Lobkowiczová z Pernštejna již v roce 1623 řádně zakoupila, připojen k lobkovickému roudnickému panství.
Architekt Antonio della Porta vypracoval projekt přestavby encovanského zámku pro Václava Eusebiua Popela z Lobkowicz, ale na jeho podkladě byly doplněny pouze arkády severního a východního křídla. Na zámku pak sídlily místní panské úřady a do roku 1923 zde bydleli lobkovičtí úředníci.
Za druhé světové války zámek obývalo gestapo, krátce padl do správy Hitlerjugend a po roce 1945 byl na základě Benešových dekretů znárodněn.
Jeho stav ovšem nejvíce poznamenala komunistická éra. Po roce 1948 byl jeho interiér soustavně ničen a inventář rozkraden.
Potom zámek sloužil, mimo jiné, také jako depozitář Zemědělského muzea v Praze.
Po roce 2000 bylo do oprav zámku investováno více než deset miliónů korun. V roce 2013 byla dokončena kompletní rekonstrukce střechy. Od roku 2014 byl zámek na prodej s vyvolávací cenou 11,9 miliónů korun. Zámek je v soukromém vlastnictví.

## Stavební podoba
Zámeckou budovu tvoří čtyři křídla postavená okolo obdélného dvora. Podobu gotického sídla neznáme, ale z část renesanční stavby se zachovala v jihozápadním nároží, ve kterém stojí také schodišťový přístavek, kam byla přenesena ostění dvou pozdně gotických portálků s profilovaným a přetínaným ostěním a šroubovanými patkami. Ostatní křídla s jihovýchodní věží byla postavena v období vrcholné renesance. Okna v průčelí jsou usazena v renesančních ostěních a nároží zdůrazněna omítkovým kvádrováním. Do dvora se vjíždí z jižní strany půlkruhově sklenutou bránou, v pravoúhle bosovaném rámu s brankou pro pěší. Nádvoří je v přízemí východního a severního a ve druhém patře severního a západního křídla lemované arkádami. Původně bývaly arkády i v prvním patře, ale později byly zazděny. Přízemní místnosti a některé prostory v první patře jsou zaklenuté hřebínkovými nebo valenými klenbami s lunetami. V interiéru věže a prvního patra jihozápadního nároží se dochovaly fragmenty renesančních maleb.